# Межник (приток Замошенки)
Межник — река в России, протекает по Демянскому району Новгородской области.
Река впадает в реку Замошенка в 18 км по правому берегу. Длина реки составляет 13 км.

## Данные водного реестра
По данным государственного водного реестра России относится к Верхневолжскому бассейновому округу, водохозяйственный участок реки — Волга от Верхневолжского бейшлота до города Зубцов, без реки Вазуза от истока до Зубцовского гидроузла. Речной бассейн реки — (Верхняя) Волга до Куйбышевского водохранилища (без бассейна Оки), речной подбассейн реки — Волга до Рыбинского водохранилища.
Код объекта в государственном водном реестре — 08010100412210000000417.